# Paul Deichmann
Paul Deichmann (Fulda, 27 de agosto de 1898 — Hamburgo, 10 de janeiro de 1981) foi um oficial alemão que serviu durante a Segunda Guerra Mundial. Foi condecorado com a Cruz de Cavaleiro da Cruz de Ferro.

## Carreira militar

### Primeira Guerra Mundial
Paul Deichmann entrou para o Exército de Kaiser no dia 29 de março de 1916 com a patente de Fähnrich.
Recebeu o treinamento militar no Füsilier-Regiment 86, sendo promovido à Oberleutnant no dia 20 de agosto de 1916, permanecendo nesta unidade até o dia 19 de outubro do mesmo ano. Deixou esta unidade e serviu no 3. Ersatz-MG-Kompanie, subordinado ao IX. Corpo de Exército, retornando pouco tempo depois ao Füsilier-Regiment 86, no dia 20 de dezembro de 1916, como líder de pelotão (em alemão: Zugführer).
No ano seguinte serviu numa fábrica de canhões em Spandau entre 6 de abril de 1917 e 4 de maio de 1917, sendo transferido para o Segundo Exército Aéreo (em alemão: Armeeflugpark 2) no dia 18 de julho de 1917. Ao ser transferido para uma unidade aérea, recebeu treinamento para observador e operador de rádio no Flieger-Ersatz-Abteilung 10, localizado em Stolp. Permaneceu em treinamento entre 30 de outubro e 20 de dezembro em Colônia, passando a partir daí a servir como observador no Artillerie-Fliegerschule 2, permanecendo nesta unidade até o dia 27 de janeiro de 1918. Foi transferido no dia seguinte para o Armeeflugpark 4, onde permaneceu como observador, desta vez, no Flieger-Abteilung 8.

### Patentes
| Fähnrich        | 29 de março de 1916  |
| Leutnant        | 20 de agosto de 1916 |
| Oberleutnant    | 1 de agosto de 1925  |
| Hauptmann       | 1 de abril de 1933   |
| Oberstleutnant  | 1 de janeiro de 1938 |
| Oberst          | 1 de agosto de 1940  |
| Generalmajor    | 1 de agosto de 1942  |
| Generalleutnant | 20 de maio de 1944   |

### Condecorações
| Cruz de Ferro 2ª Classe                                 |                     |
| Cruz de Ferro 1ª Classe                                 |                     |
| Cruz Germânica em Ouro                                  | 20 de abril de 1942 |
| Cruz de Cavaleiro da Cruz de Ferro (20 de maio de 1944) |                     |